# Synagoge (Szombathely)

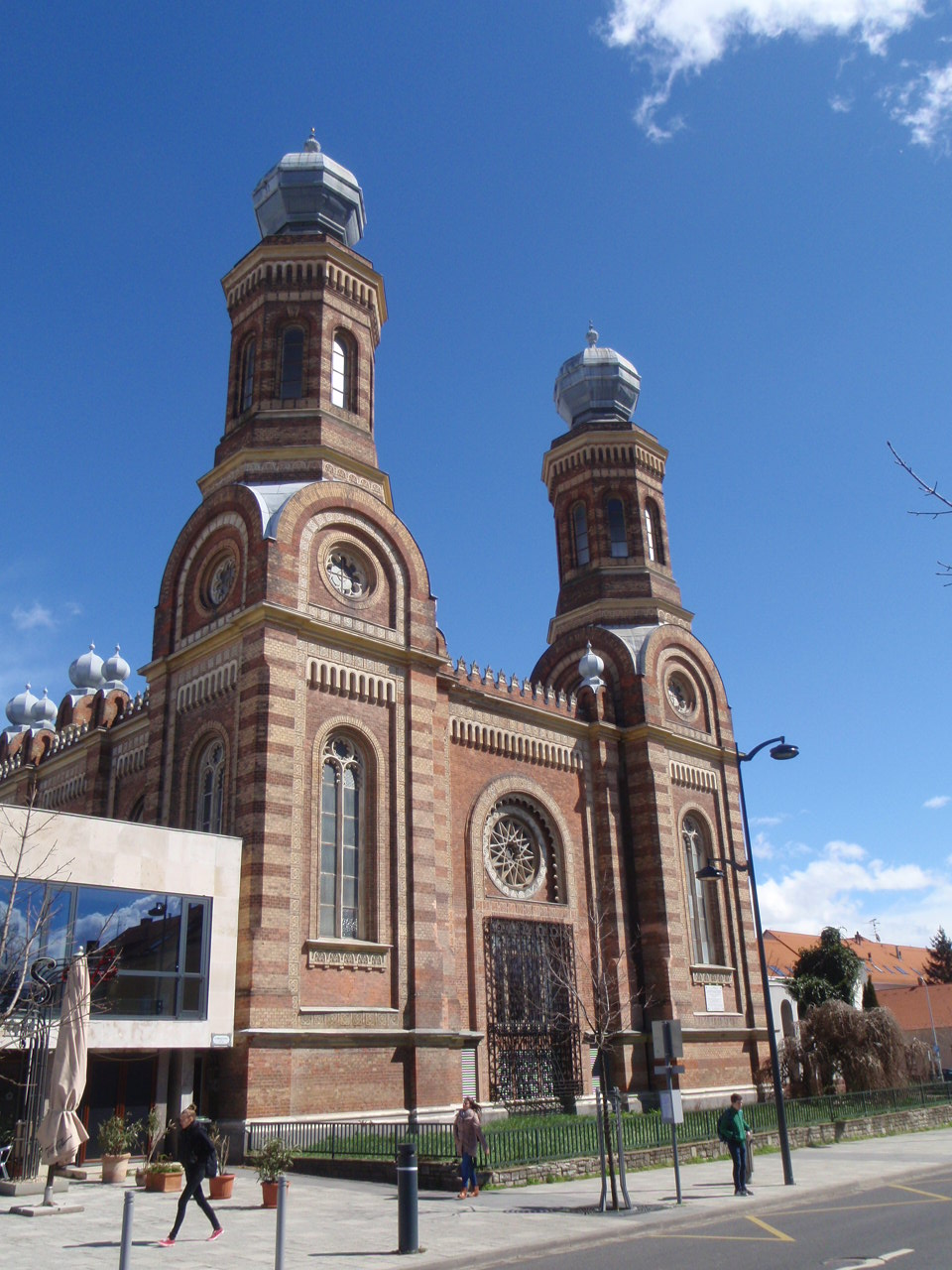
Synagoge in Szombathely

Die Synagoge in Szombathely (deutsch Steinamanger), einer ungarischen Stadt im Komitat Vas, wurde 1880/81 errichtet. Die alte Synagoge aus dem Jahr 1832 ging nach der Spaltung der jüdischen Gemeinde im Jahr 1871 in das Eigentum der orthodoxen Gemeinde über. Die nicht-orthodoxe jüdische Gemeinde ließ deshalb eine neue und größere Synagoge errichten.
Sie wurde nach Plänen des Wiener Architekten Ludwig Schöne im maurischen Stil erbaut. Seit Mitte der 1970er Jahre wird das Synagogengebäude als Konzerthaus genutzt. 
Vor dem Gebäude steht heute ein Denkmal für die im Zweiten Weltkrieg ermordeten Juden aus Szombathely.